# Labeo boulengeri
Labeo boulengeri är en fiskart som beskrevs av Decio Vinciguerra 1912. Labeo boulengeri ingår i släktet Labeo och familjen karpfiskar. IUCN kategoriserar arten globalt som otillräckligt studerad. Inga underarter finns listade i Catalogue of Life.